# Palácio de Ambras
O Schloss Ambras é um palácio da Áustria localizado em Innsbruck.
Situado nas colinas sobre Innsbruck, o palácio constitui uma das mais importantes atracções da cidade. A sua importância histórica e cultural está intimamente ligada com o Arquiduque Fernando II da Áustria.

## História
As origens deste palácio remontam à época do Arquiduque Fernando II da Áustria (1529-1595), o segundo filho do Imperador Fernando I do Sacro Império Romano-Germânico. Quando foi elevado à categoria de soberano provincial do Tirol, em 1563, o arquiduque ordenou a dois arquitectos italianos que transformassem a fortaleza medieval existente num palácio renascentista para a sua esposa morganática, Filipina Welser (1527-1580).

### Galeria de imagens históricas e artísticas

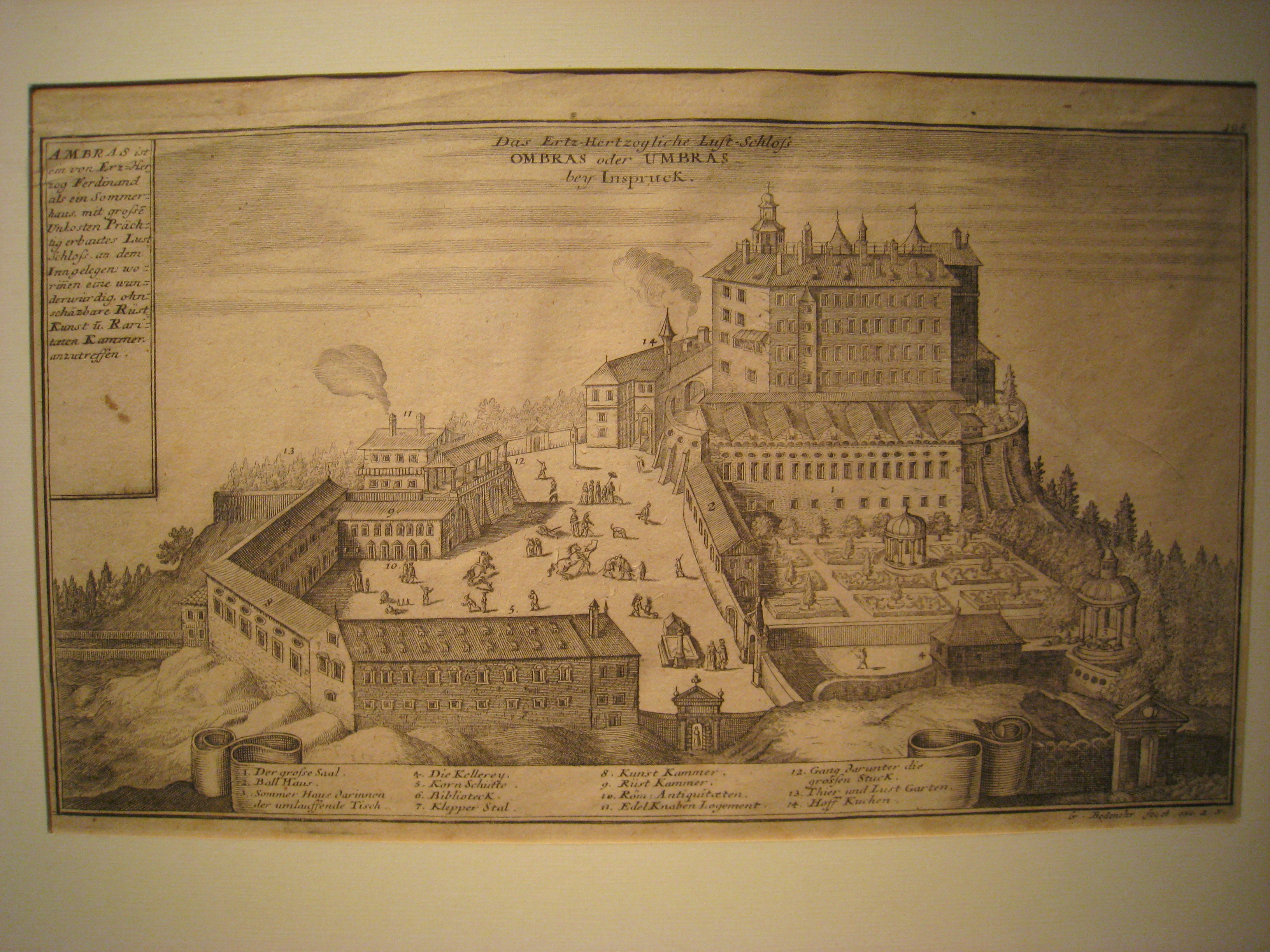
O Schloss Ambras num desenho de 1649
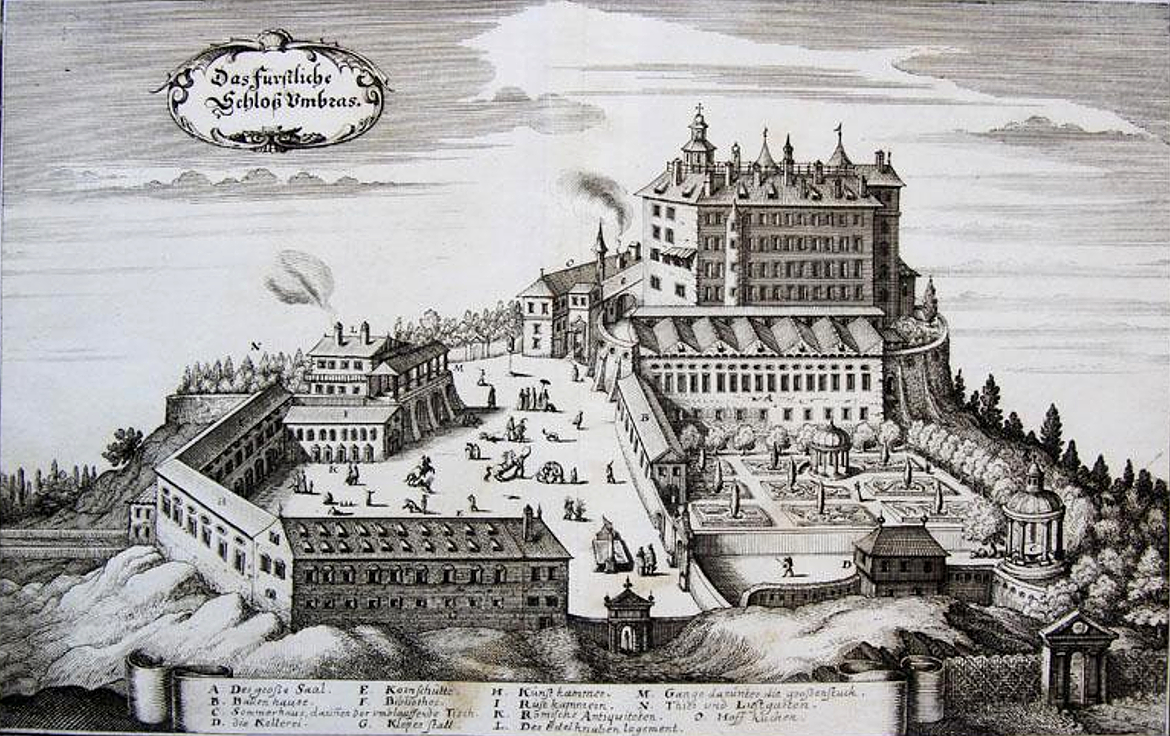
O Schloss Ambras numa gravura de Matthäus Merian.
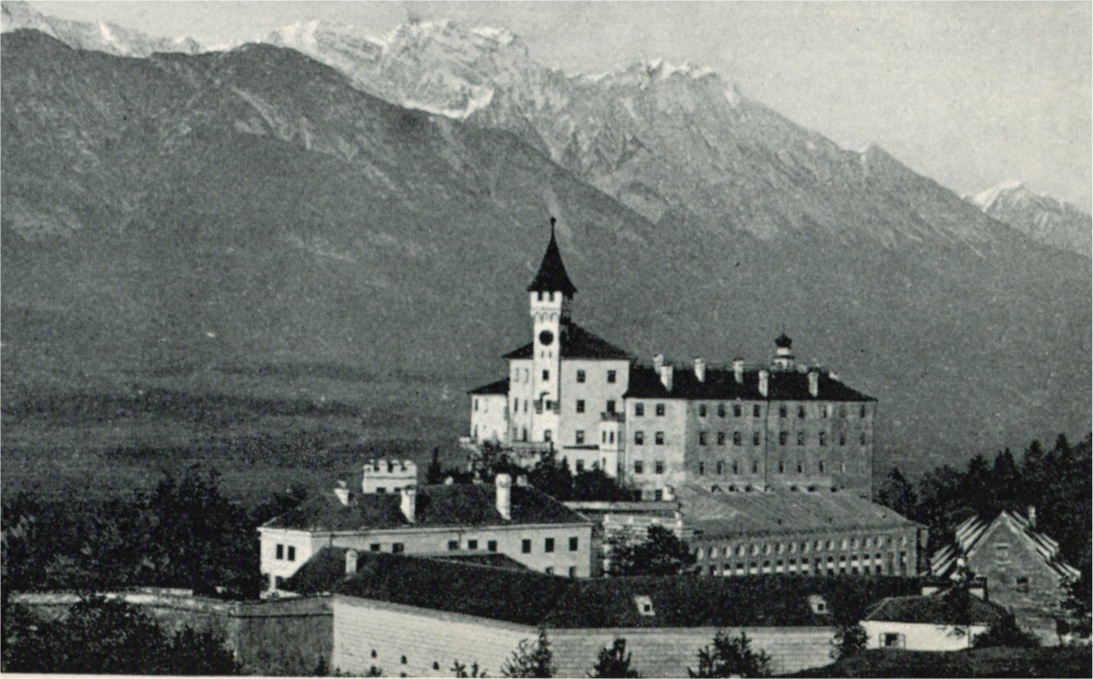
O Schloss Ambras na segunda metade do século XIX.
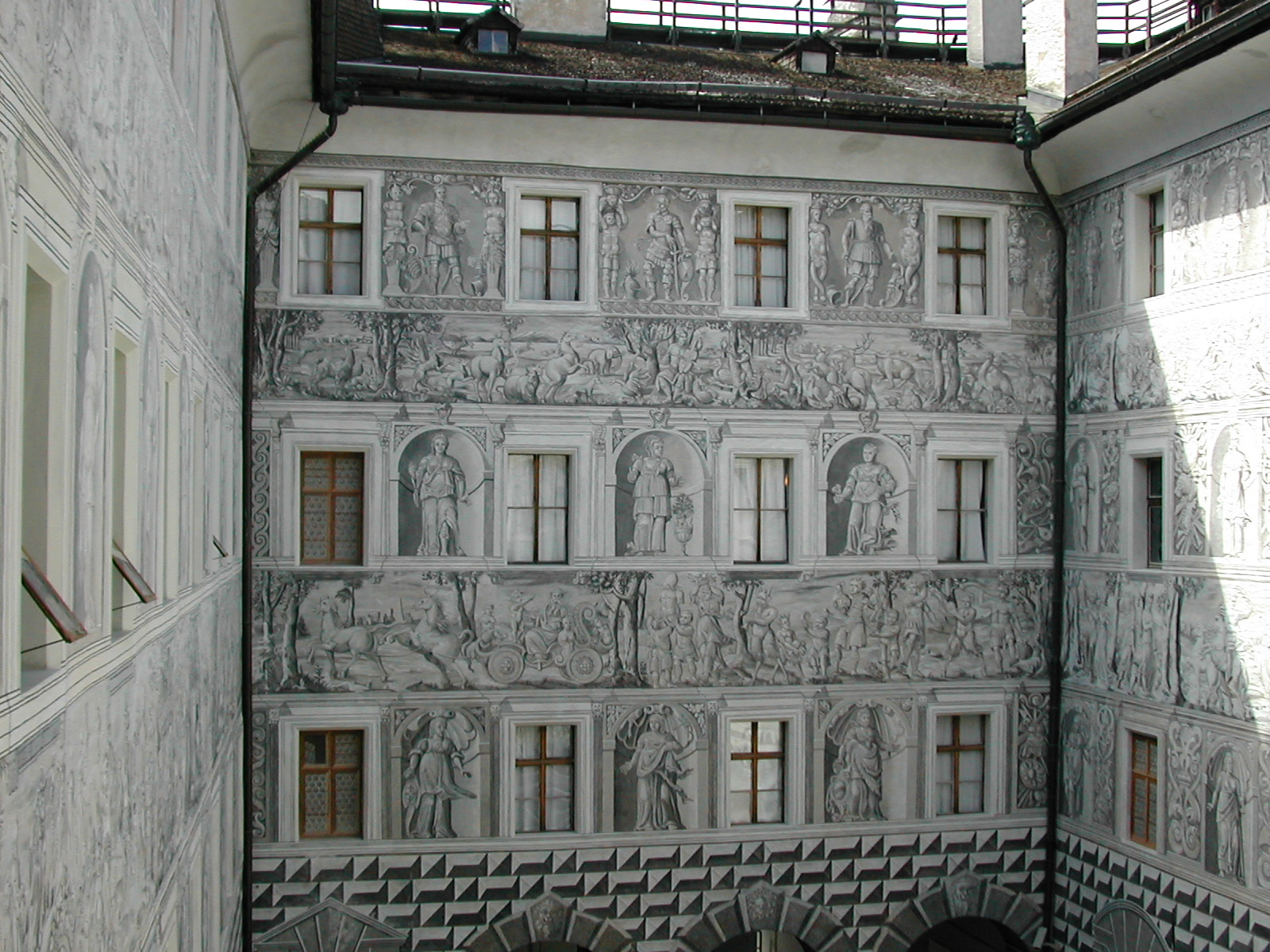
Pátio interior do Schloss Ambras.
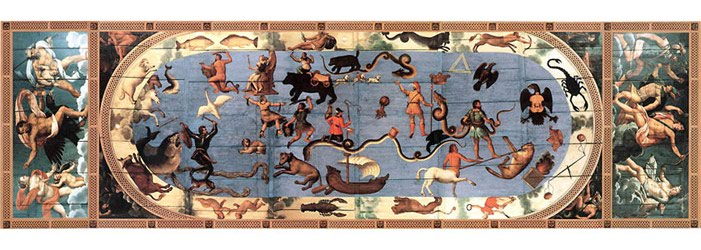
Pintura num tecto do palácio, por Giovanni Battista Fontana.

## As colecções
O Arquiduque Fernando II da Áustria foi um dos mais importantes patrono das artes da família Habsburgo. Fundou as magníficas colecções de Ambras e providenciou a construção dum museu para alojá-las nas salas do "Castelo de Baixo", as quais foram construídas de acordo com as mais avançadas ideias da sua época. As três armarias e a Câmara de Arte e Curiosidades foram desenhadas e usadas como um museu desde o início. Schloss Ambras Innsbruck, parte do Kunsthistorisches Museum Viena, é assim hoje o museu mais antigo do mundo.

### A Câmara de Arte e Maravilhas

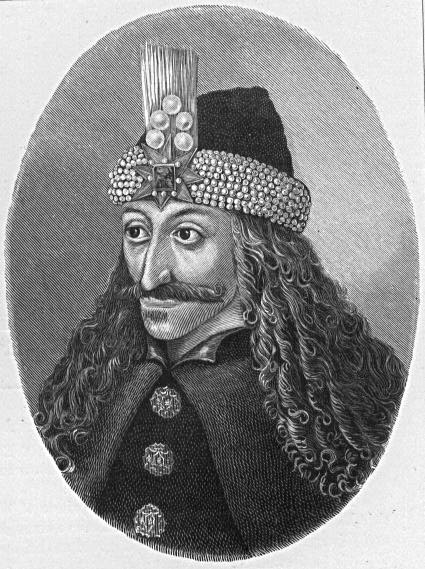
Cópia do retrato de Vlad Ţepeş (Drácula), na colecção do palácio.

A Câmara de Arte e Maravilhas do Arquiduque Fernando II é a única que ainda pode ver-se no seu lugar original. Outras foram pilhadas, como as de Munique, Praga ou Estugarda, ou as suas características foram alteradas, como em Dresden ou Kassel.

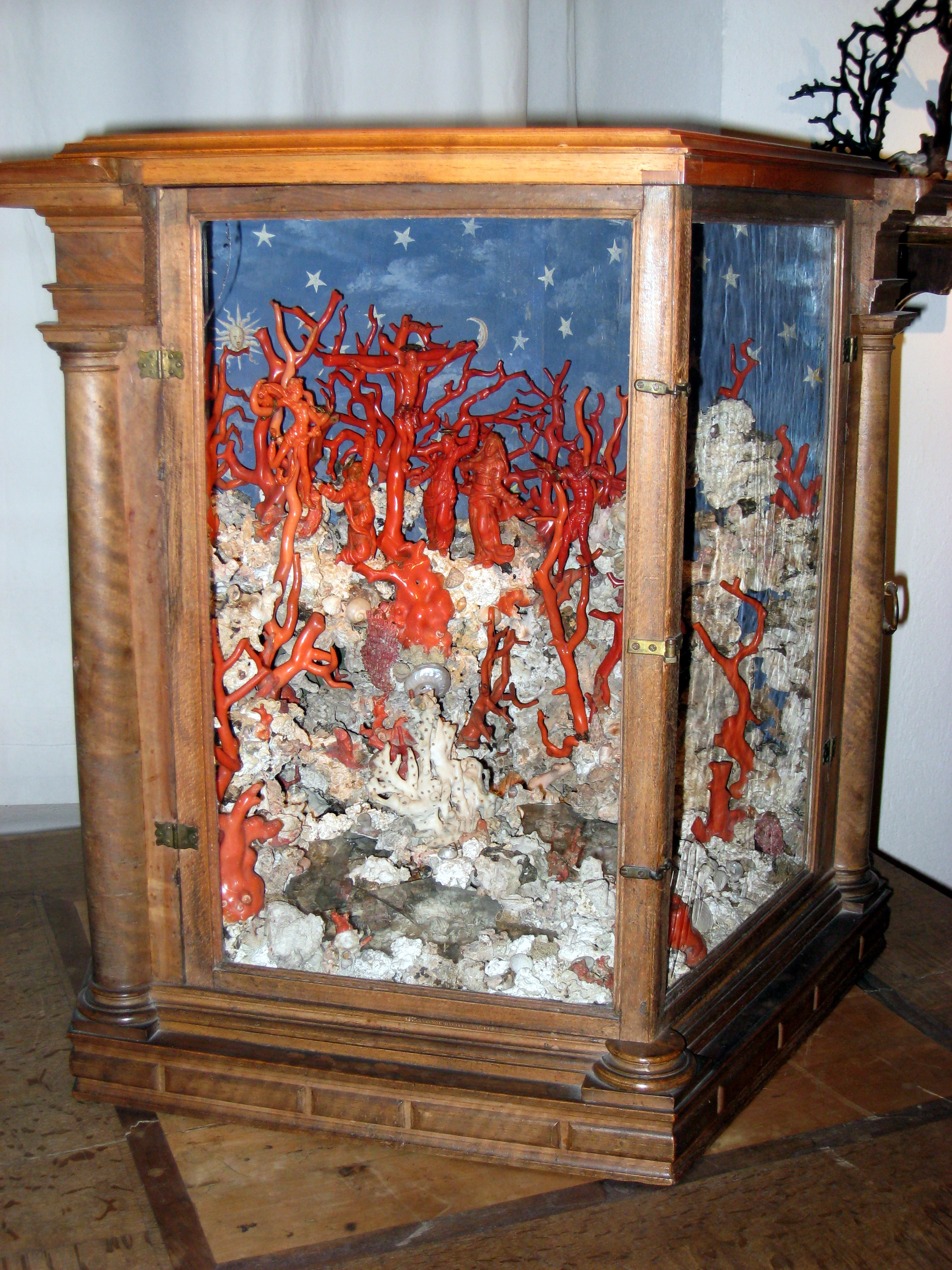
Crucifixo de coral na colecção do palácio.

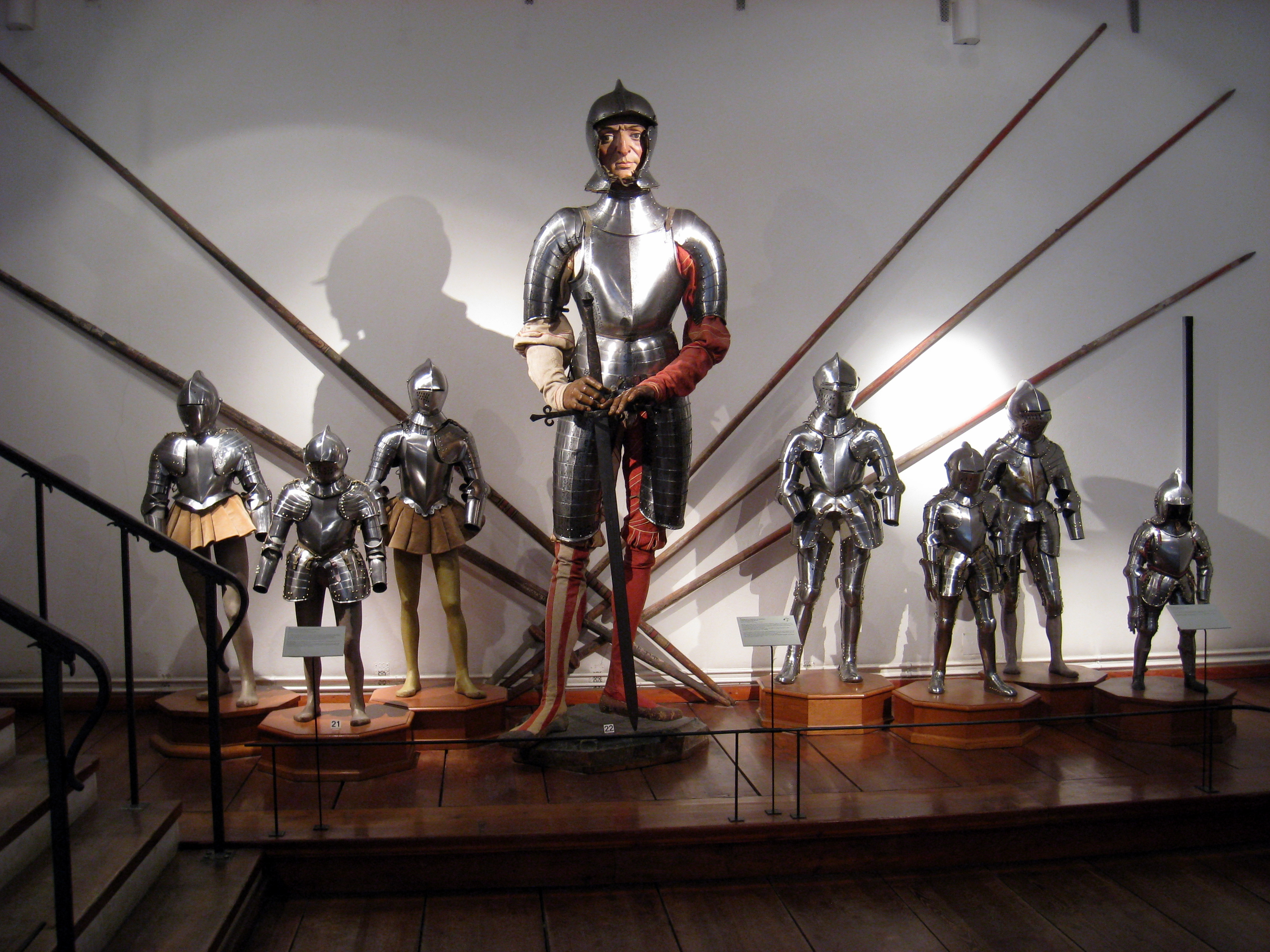
Armadura no Schloss Ambras.

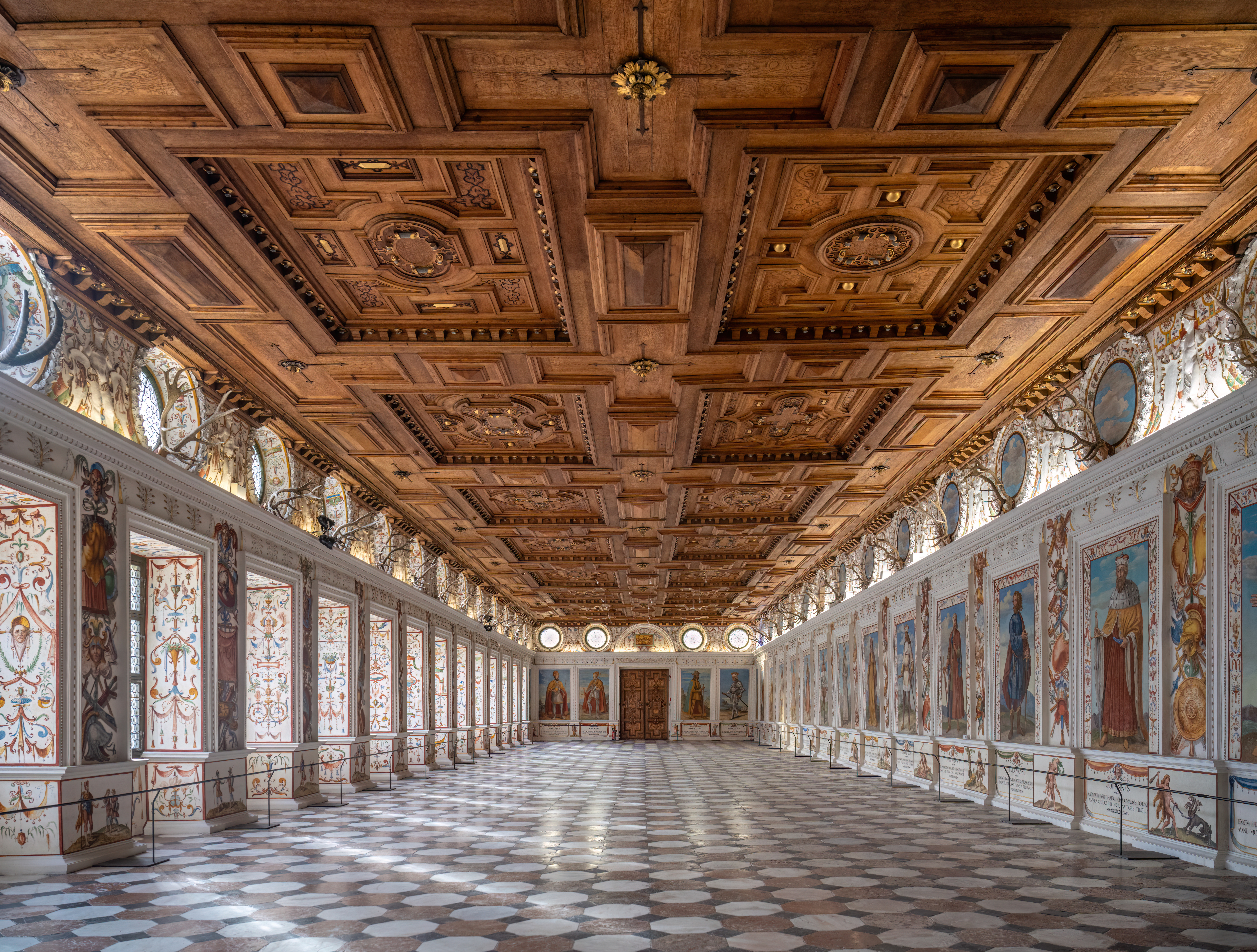
A Galeria Espanhola.

Nesta galeria existem algumas maravilhas, podendo ser vistos, igualmente, objectos preciosos, elementos científicos e brinquedos. Contém objectos naturais e artísticos representantes do programa das colecções enciclopédicas da Renascença tardia. Uma característica especial das colecções de Ambras reside no facto destas ainda estarem nos lugares para onde foram dispostas originalmente. Qualquer visitante pode ver corais arranjadas em armários, turnaria feita em madeira ou marfim, figuras de vidro, ou porcelanas e pinturas de seda pertencentes à mais antiga colecção europeia de arte asiática. Também podem encontrar-se importantes trabalhos de artistas europeus, como a "pequena morte" esculpida em madeira por Hans Leinberger, assim como objectos "típicos duma câmara de arte e curiosidades", como pedras talhadas, taças feitas em chifre de rinoceronte, cocos ou cristais de rocha, animais feitos em bronze, instrumentos musicais e de medição, autómatos e relógios. Uma parte muito importante da colecção é constituída por retratos de pessoas curiosas, como os de pessoas peludas, o de Vlad Ţepeş (Drácula), e outros.

### As armaduras
Fernando estava especialmente interessado nas suas armaduras. A "Rüstkammer" contém exemplares muito raros de armaduras do século XV, as quais pertenciam originalmente às colecções do Imperador Maximiliano I e do Arquiduque Segismundo. Podem ser vistas armaduras para torneios, como a justa alemã, e a armadura do gigante da corte, Bartlmä Bon, que, em 1560 tomou parte do torneio em Viena. A "Heldenrüstkammer" exibe armaduras de famosos comandantes nas suas caixas originais do século XVI. A "Leibrüstkammer" inclui a armadura privada do arquiduque e a armadura da corte de Innsbruck.

### A Galeria Espanhola
A Galeria Espanhola, construída entre 1569 e 1572, é uma das mais importantes galerias independentes do Renascimento. O esquema da pitoresca galeria de 43 metros de comprimento é totalmente preenchido pelos 27 retratos a toda altura dos governantes principescos do Tirol. Hoje em dia, têm lugar bastantes concertos famosos nesta galeria.

### O Castelo de Cima
O Castelo de Cima, a parte mais antiga do palácio, contém a "Galeria de Retratos dos Habsburgos". Podem ser vistos cerca de 300 retratos, datados do século XV ao século XIX, da época de Rei Alberto II, passando pelos períodos dos imperadores Maximiliano I, Carlos V e Fernando I, até ao reinado do último imperador do Sacro Império Romano-Germânico, Francisco II, um contemporâneo de Napoleão Bonaparte. Devido às várias relações dinásticas, a colecção também mostra membros doutras dinastias europeias. Os retratos foram pintados por artistas muito conhecidos , como Lucas Cranach, o Velho, Anton Mor, Ticiano, van Dyck e Diego Velásquez.
O Schloss Ambras é preservado como uma obra de arte total do século XVI. A sua Câmara de Arte e Curiosidades é a única que se mantém no seu lugar e ilustra o grande interesse na representação e no coleccionismo principesco.

## A Moeda de Prata do Schloss Ambras
O Schloss Ambras Castle é tão popular e famoso, que serviu de tópico a uma das mais famosas moedas de colecção em prata: a moeda de 10 Euros do Schloss Ambras.
Numa das faces da moeda está representada uma vista geral do palácio para sul de Innsbruck, com os seus jardins em estilo renascentista a emoldurarem o desenho central. Na outra face, três músicos da corte atravessam o pavimento da Galeria espanhola, baseados numa pintura de 1569. Este desenho recorda os festivais da corte, para os quais Fernando II havia construído especialmente a Galeria Espanhola.

## Galeria de imagens do Schloss Ambras

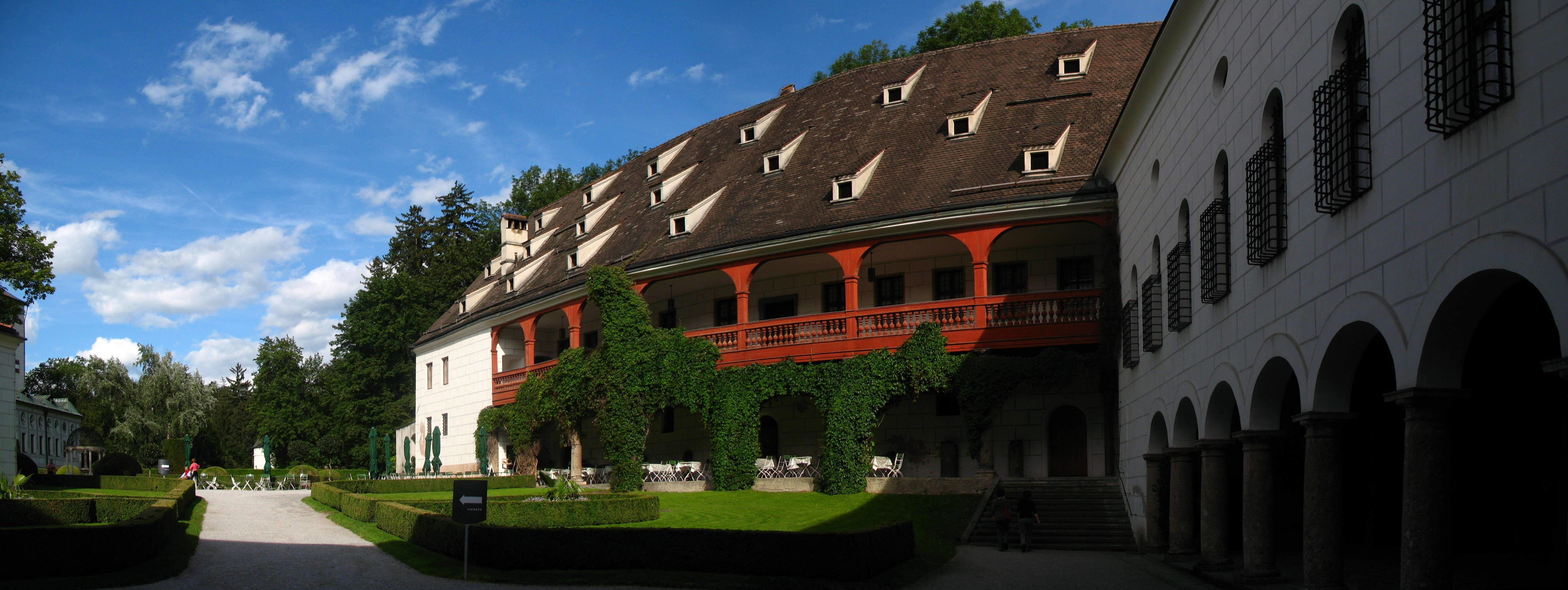
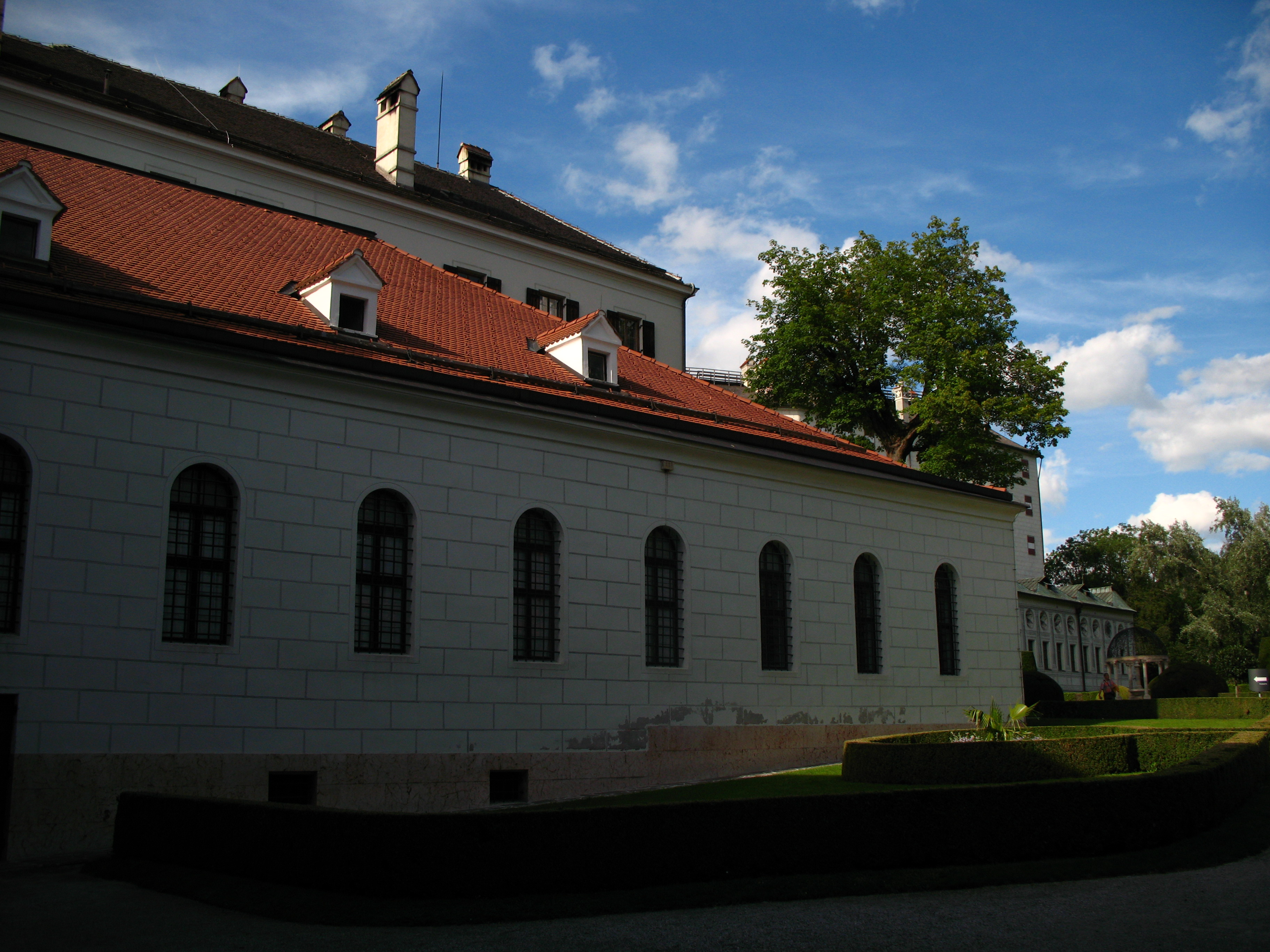
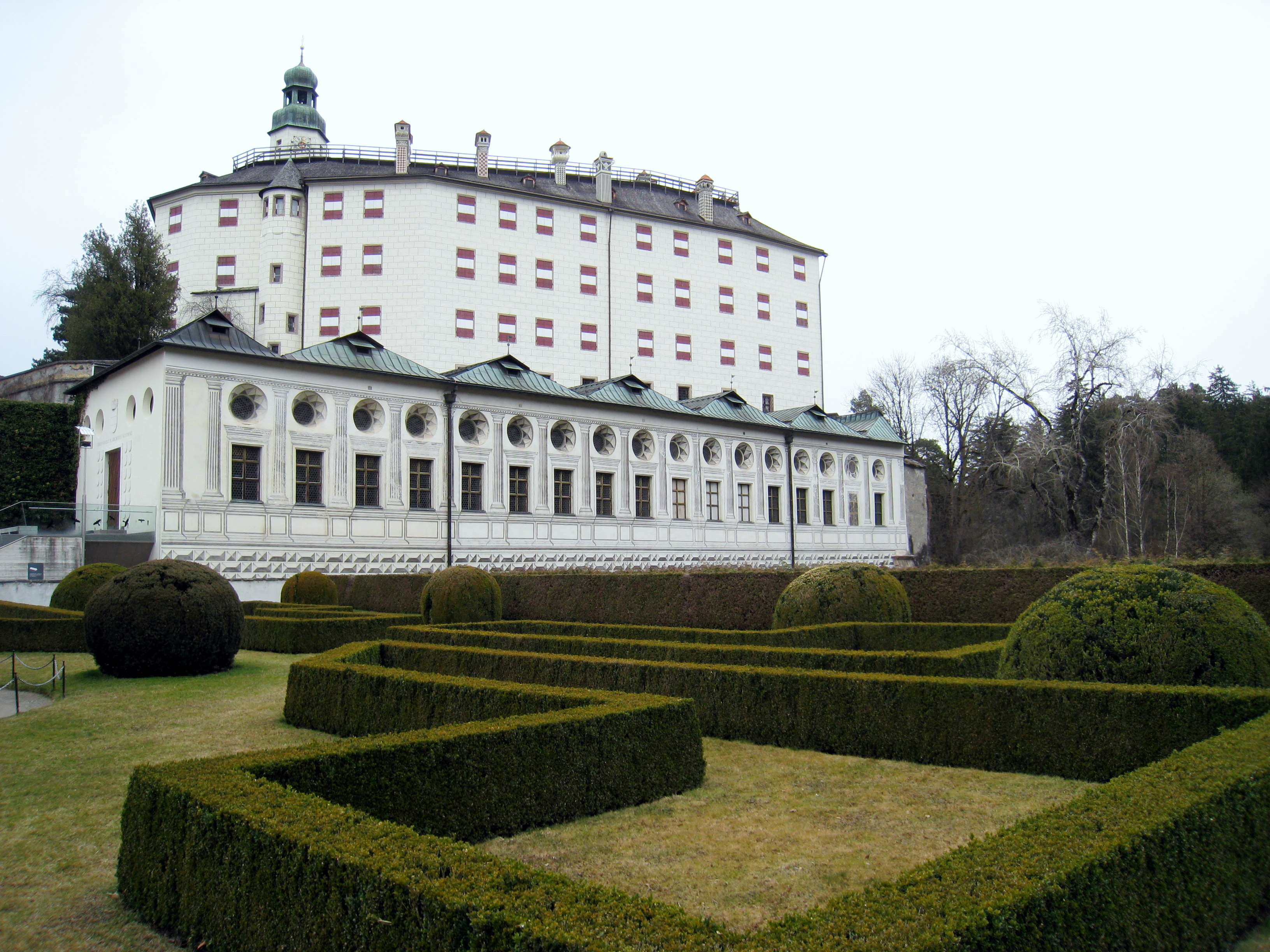
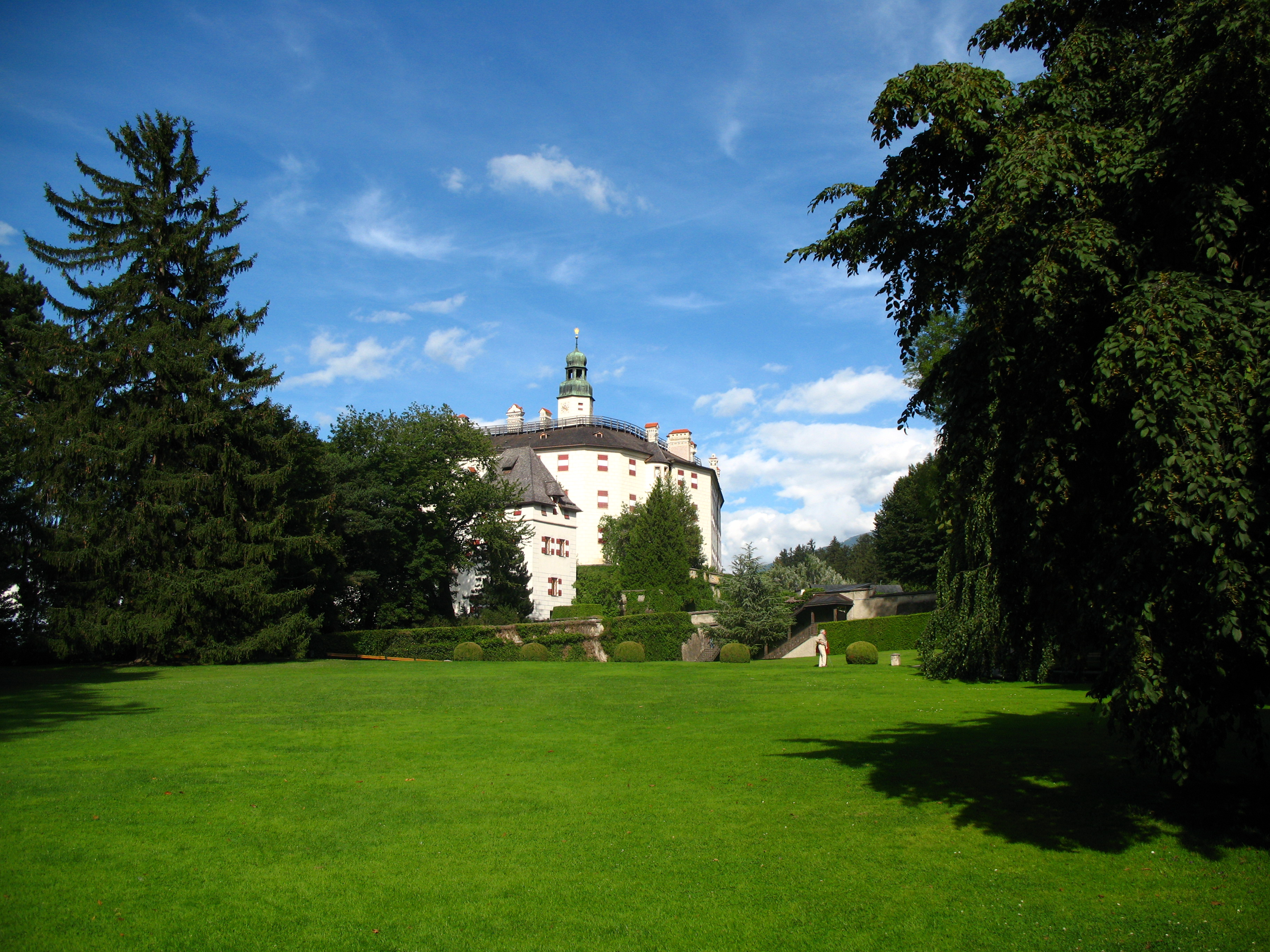
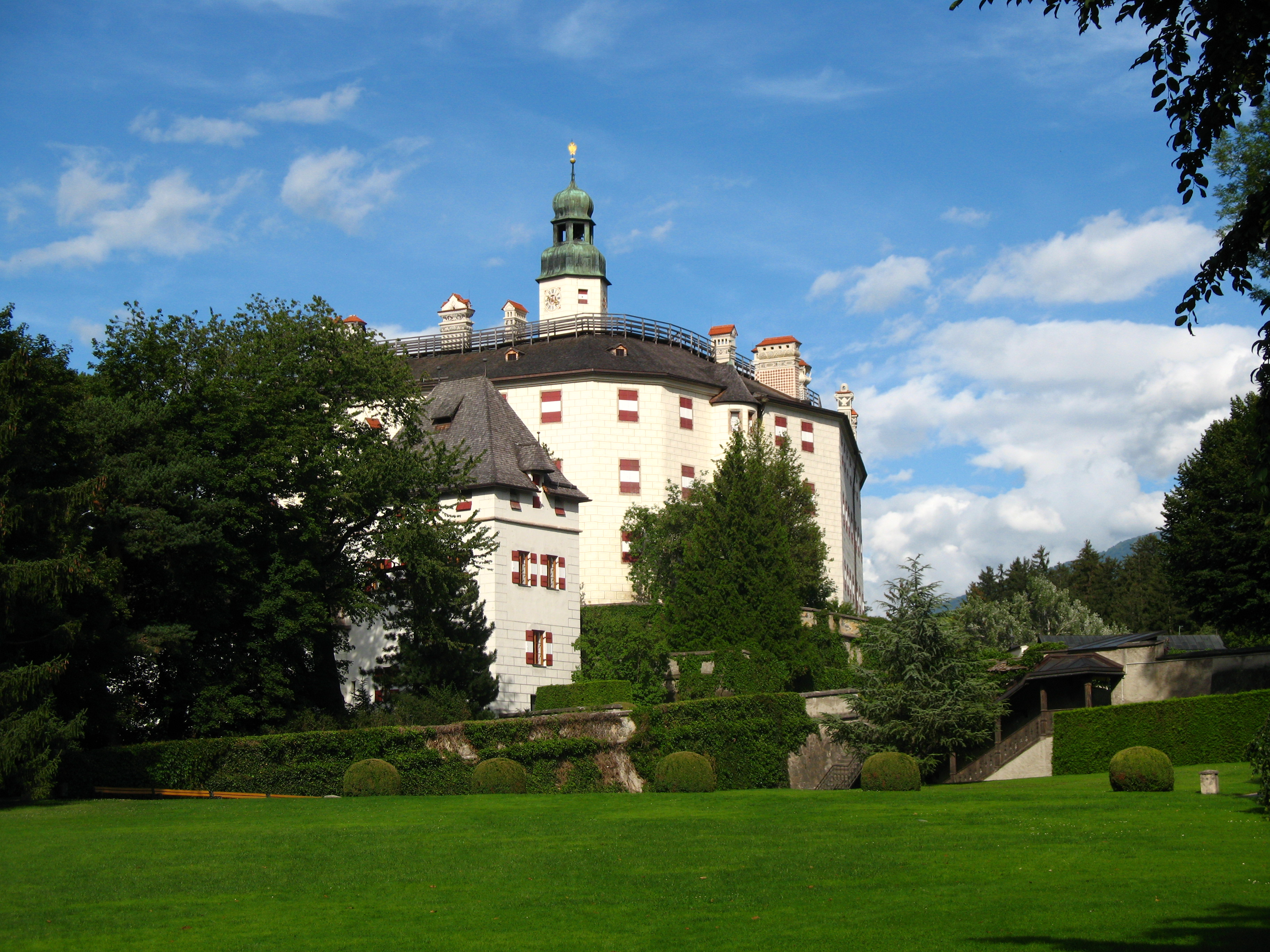
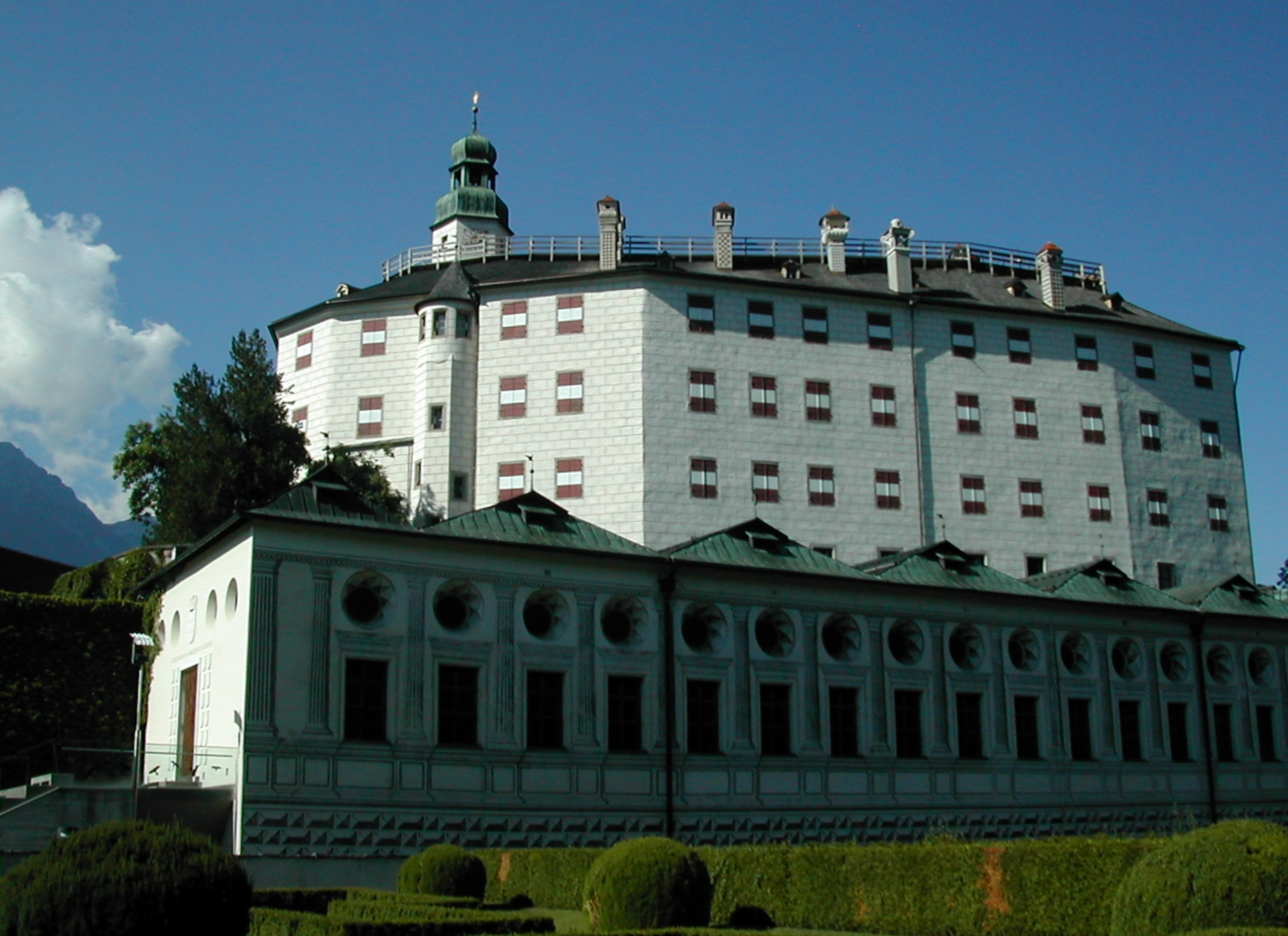
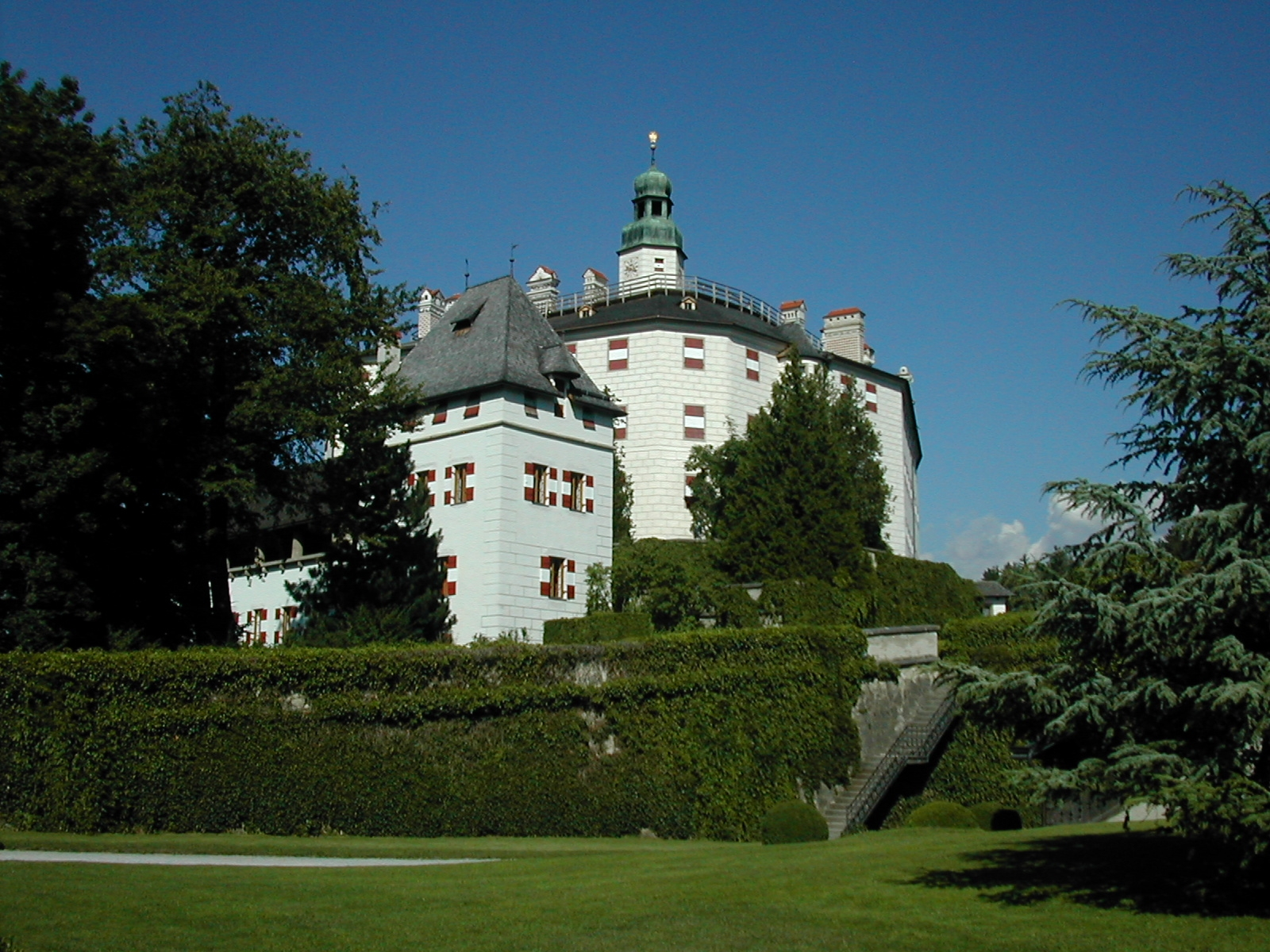
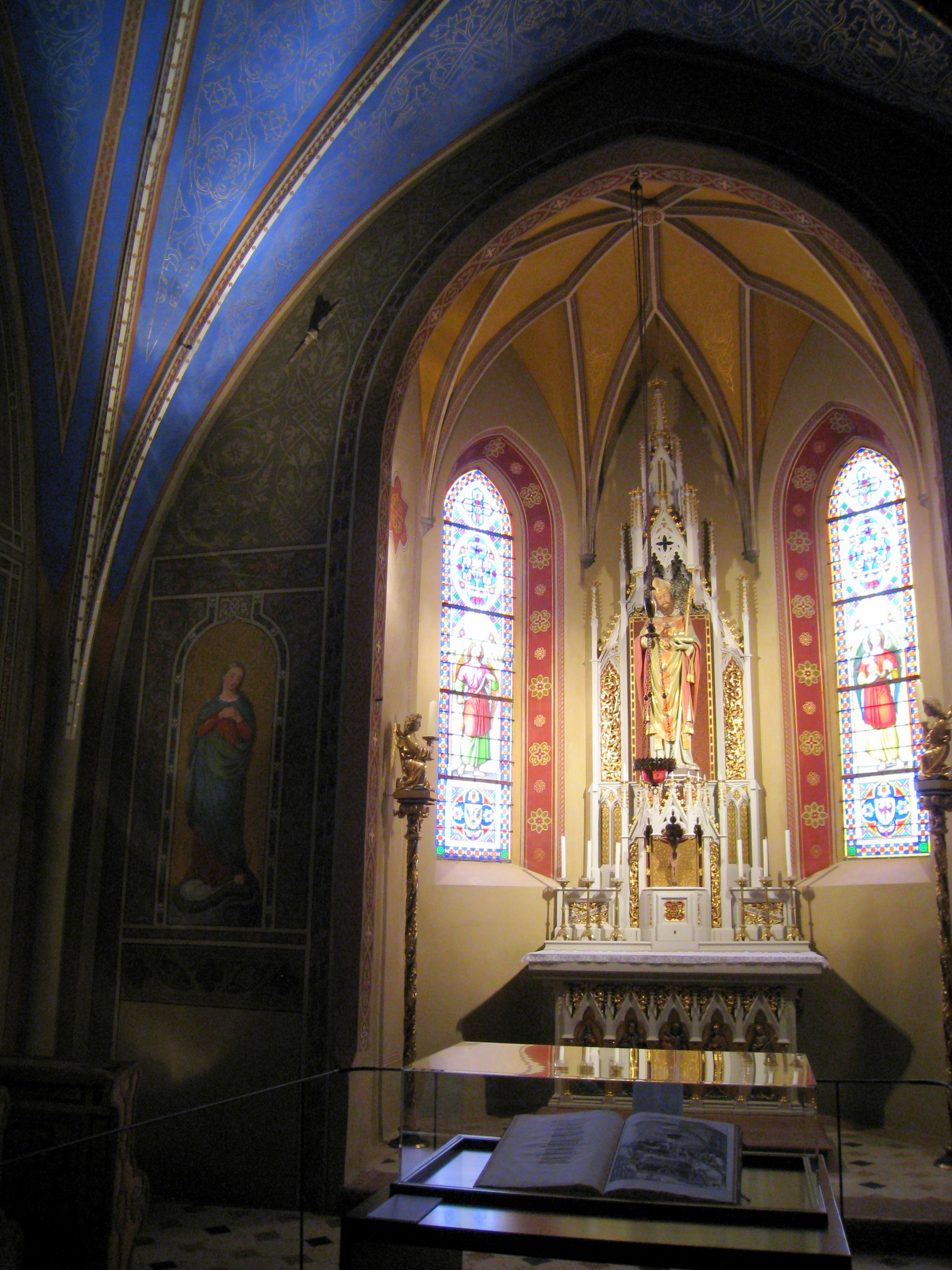
Capela do Schloss Ambras.
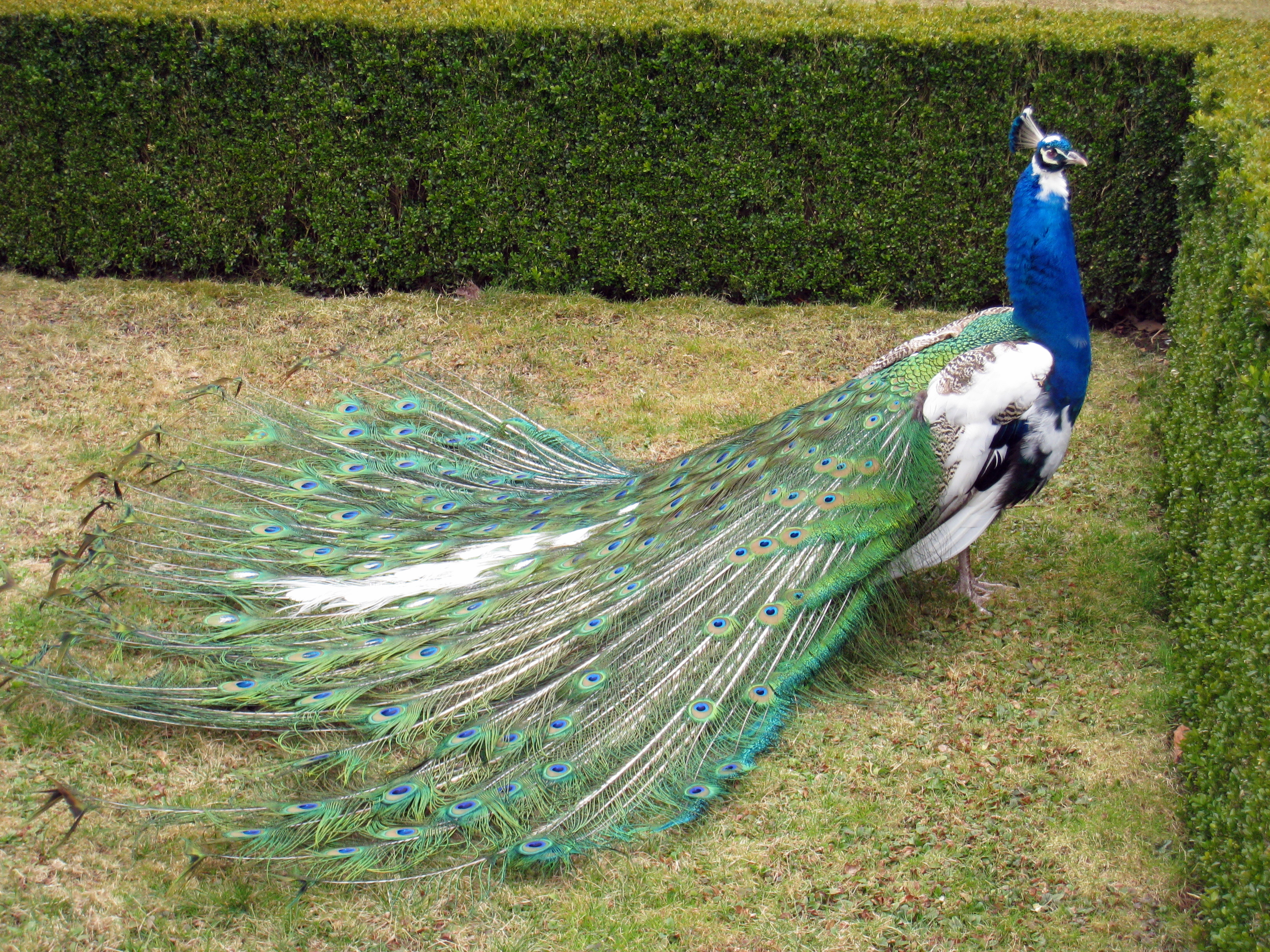
Pavão no parque do palácio.
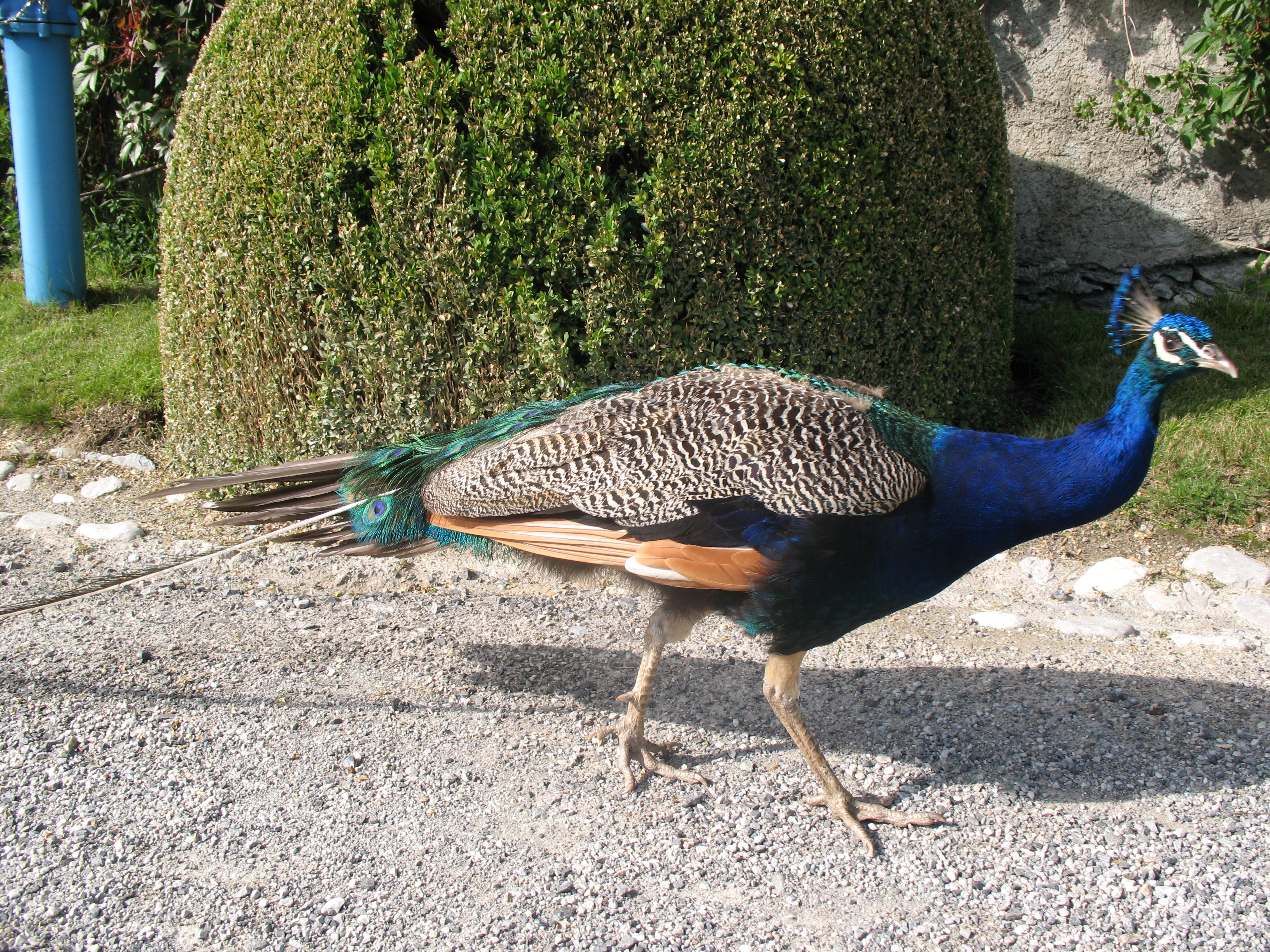
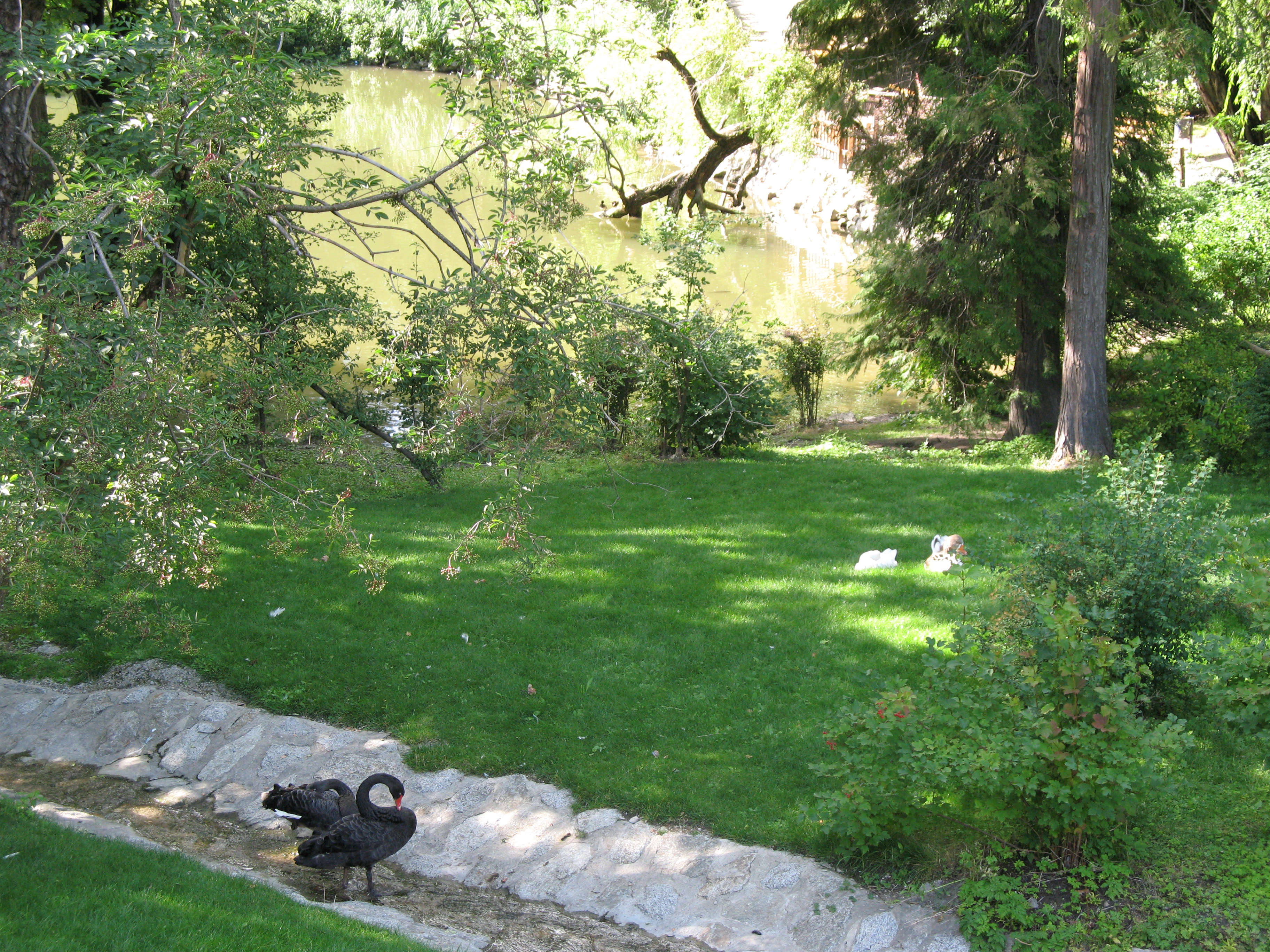
Cisnes no parque do palácio.
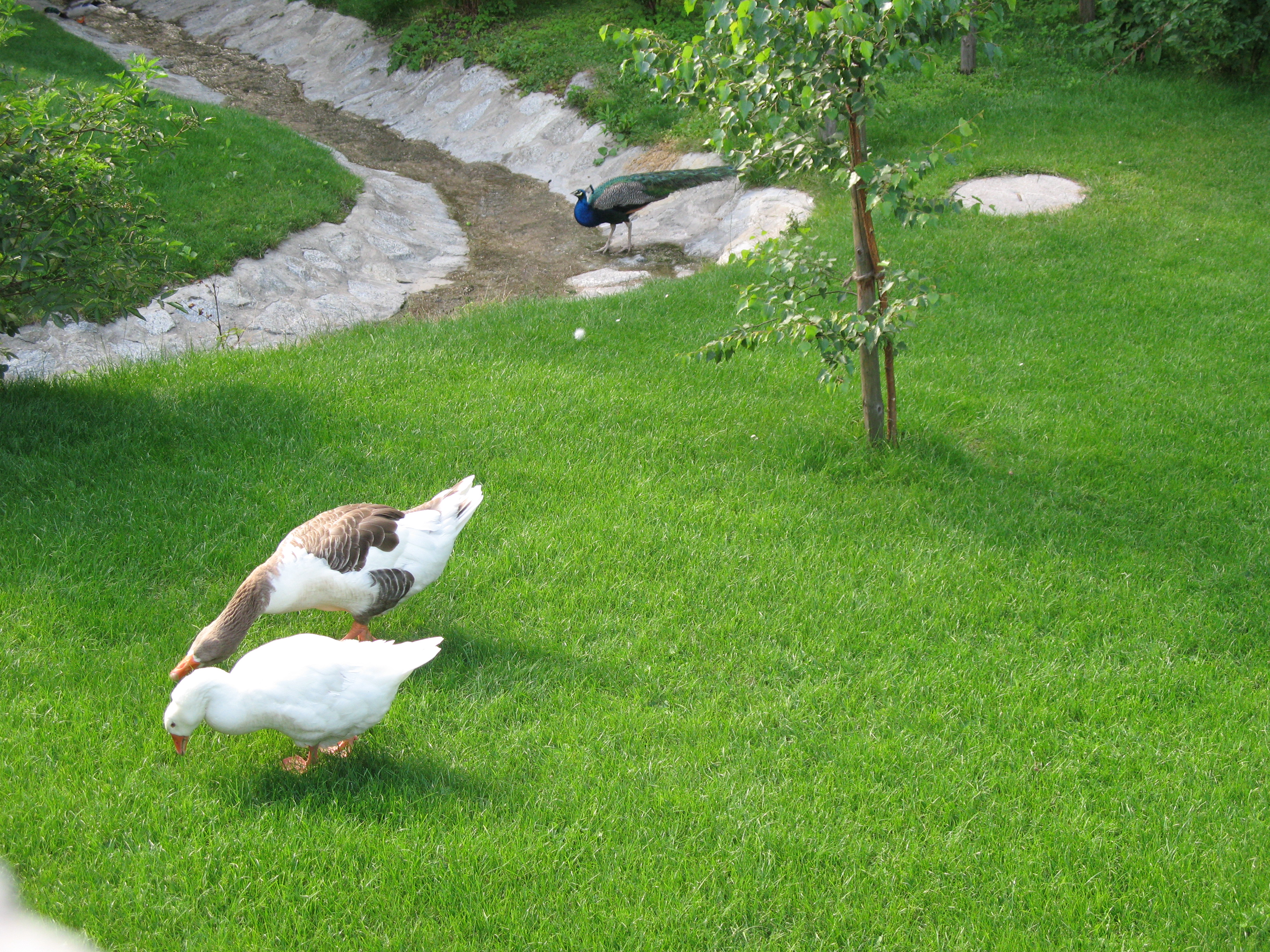